# Sporting Club de Bangui
Sporting Club de Bangui is een Centraal-Afrikaanse voetbalclub uit de hoofdstad Bangui. De club komt uit in de Première Division, de hoogste voetbaldivisie.